# Ville souterraine de Pékin
La ville souterraine (en chinois : 北京地下城, Dìxià Chéng) est un abri souterrain lié à un réseau de tunnels situé à Pékin, en Chine. Elle est parfois surnommée la « Grande Muraille souterraine » par comparaison avec la Grande Muraille de Chine, mais ce dernier surnom est aussi utilisé pour désigner un autre réseau de souterrains, dans les monts Taihang.

## Histoire
La construction des tunnels se déroule de 1969 à 1979. Un total de 300 000 ouvriers participent aux travaux[réf. souhaitée]. Cet abri atomique est construit dans la possibilité d'une guerre nucléaire avec l'Union des républiques socialistes soviétiques à la suite du conflit sino-russe autour de l'île Zhenbao. À la fin de sa construction, la ville souterraine compte 5 500 abris pouvant héberger 300 personnes chacun. Le projet résonne avec la déclaration de Mao en 1968 : « Shenwadong, chengjiliang, buchengba » (Creusez de profonds tunnels, entreposez la nourriture, et préparez-vous pour la guerre).
À partir de la fin des années 1990 (ou début des années 1980), les abris sont loués en logements de fortune aux ouvriers intérimaires (les mingongs) de passage dans la ville. Ces mingongs ne sont pas autorisés à inscrire leurs enfants dans les établissements scolaires de la ville. Une partie des tunnels ont été intégrés au réseau de métro de la ville. D'autres sections des tunnels ont été condamnées pour des raisons de sécurité.
En 2008, il est fermé pour rénovation.
En 2010, les autorités de la ville commencent à interdire la rénovation des lieux d'habitation jugés insalubres,. En 2012, le South China Morning Post estime à un million le nombre d'habitants dans les tunnels.

## Description
La ville souterraine est composée de 1 000 abris de défense. La ville souterraine compte aussi des lieux de vie et de travail tels qu'usines, magasins, auberges, restaurants, hôpitaux, écoles, théâtres, salles de lecture, et une patinoire à roulettes. Un entrepôt de céréales et d'huile et une ferme de champignons sont également situés dans la cité souterraine. 2 300 ventilateurs assuraient la ventilation des tunnels dans un réseau pouvant être cloisonné en cas d'attaques au gaz ou microbiologiques. Les tunnels et structures souterraines situées sous les bâtiments gouvernementaux de la ville sont plus profonds et plus solidement bâtis.
90 entrées donnent accès à la ville souterraine, la plupart dissimulées au rez-de-chaussée de certaines boutiques.
Les habitants de la ville souterraine sont connus comme la tribu des rats,. Certaines chambres des abris sont traversées par les tuyaux d'évacuation des égouts. Certaines parties des tunnels sont gagnées par les eaux, et de nombreux corridors moins fréquentés sont utilisés comme décharges. Le système de ventilation n'est pas adapté à une vie permanente dans les tunnels, ce qui provoque une stagnation de l'air et une vie fongique abondante.